# ميشال غريزينسكي
ميشال غريزينسكي (29 سبتمبر 1930 - 1 يونيو 2004) كان فيزيائيًا نوويًا بولنديًا ومتخصصًا في فيزياء البلازما ومؤسس النموذج الذري للسقوط الحر، وهو صيغة نظرية بديلة، وهو تقريب كلاسيكي يسأل عن مسارات الإلكترون في المتوسط إلى كثافات الاحتمالية التي وصفها ميكانيكا الكم.